# Cophinopoda disputata
Cophinopoda disputata là một loài ruồi trong họ Asilidae. Cophinopoda disputata được Tsacas & Artigas miêu tả năm 1994. Loài này phân bố ở miền Ấn Độ - Mã Lai.